# Pachycondyla harpax
Pachycondyla harpax es una especie de hormiga de la subfamilia Ponerinae, presente en las zonas tropicales y subtropicales de América, desde el sur de EE. UU. hasta el norte de Argentina, incluyendo Jamaica. Es particularmente común en Centroamérica, especialmente en Costa Rica. Se han encontrado ejemplares hasta los 500 m de altitud, y su hábitat natural son los espacios abiertos, como los pastizales.
Es una hormiga cazadora, de pequeño tamaño, y que posee un dorsal piloso característico. Está dotada de un aguijón venenoso.

## Características
Es una especie nocturna, que caza a nivel de suelo. Es capaz de secretar una sustancia viscosa defensiva cuando es atacada: se cree que se trata de una secreción defensiva que podrían utilizar en túneles, donde no hay espacio para maniobrar con el aguijón. Se cree que anidan bajo tierra.
Es similar a P. impressa y a P. purpurascens, aunque estas últimas tienen un tamaño mucho mayor.